# 良普山
16°12′5″S 68°5′36″W / 16.20139°S 68.09333°W
良普山（Llamp'u），是玻利維亞的山峰，位於該國西部拉巴斯省的佩德羅多明戈穆里略省，處於蒂拉塔山以北，屬於安第斯山脈中玻利維亞瑞阿爾山脈的一部分，海拔高度5,519米。